# Les Deux Gosses (film 1936)
Les Deux Gosses è un film del 1936 diretto da Fernand Rivers.
Si tratta della prima versione sonora dell'omonimo romanzo di Pierre Decourcelle del 1880, che già aveva conosciuto numerosi adattamenti nel cinema muto.
Protagonisti del film sono gli attori bambini Serge Grave e Jacques Tavoli.

## Trama
Il conte Georges de Kerlor, convinto che sua moglie lo abbia tradito e quel piccolo Jean, il ragazzo che ha cresciuto come figlio, non sia in realtà il suo, affida il povero ragazzo a un malvivente soprannominato La Limace, che ha già un ragazzo, Claudinet. Jean viene ribattezzato Fanfan e, crescendo con Claudinet, i due ragazzi diventano inseparabili.

## Produzione
Il film fu prodotto in Francia da Les Films Fernand Rivers.

## Distribuzione
Distribuito da D.U.C., il film uscì nelle sale cinematografiche francesi il 9 settembre 1936.